# Sawars
Sawars (àrab suwars) fou el nom donat a l'Índia als cavallers, originats en una paraula tècnica de l'organització administrativa de la noblesa de l'Imperi Mogol. foren instituïts per Akbar el Gran.
El nombre de sawars d'un mansab és el que feia aquest més o menys important. El sistema de designació, rang i pagament fou modificat per sobirans successius; mentre els arquers a cavall eren la base de l'exèrcit el sistema va funcionar però quan van arribar les armes de foc la cavalleria va perdre importància i el sistema es va enfonsar al cap de poc temps de la mort d'Aurangzeb a l'inici del segle xviii.